# Salon international de l'automobile de Genève Qatar
Le salon international de l'automobile de Genève Qatar (en anglais : Qatar Geneva International Motor Show, abrégé GIMS Qatar) est un salon automobile qui se déroule au Doha Exhibition and Convention Center (DECC) de Doha au Qatar. 

## Histoire
En août 2021, le salon international de l'automobile de Genève (GIMS) annonce un partenariat avec l'Office du tourisme du Qatar pour développer et accueillir le nouveau salon Qatar Geneva International Motor Show qui se déroulera à Doha. Son nom officiel est « GIMS Qatar ».

### Exposants
Le salon se déroule du 5 au 14 octobre 2023.
Les constructeurs présents lors de cette édition :
- Audi
- BMW
- Chery
- Delage
- Exeed
- Infiniti
- Isdera
- Jaguar
- Kia
- Lamborghini
- Land Rover
- Lexus
- Lynk & Co
- Lucid Motors
- McLaren
- Mercedes-Benz
- Mini
- Nissan
- Porsche
- Toyota
- Volkswagen
- Vinfast

### Exposition
- Audi SQ8 phase 2
- Entop Simurgh
- Kia EV5 concept
- Lamborghini Lanzador

### Fréquentation
L'édition 2023 du GIMS a réuni 180 000 visiteurs sur les 10 jours d'ouverture.